# Nejc Skubic
Nejc Skubic (* 13. Juni 1989 in Ljubljana, SBR Jugoslawien) ist ein ehemaliger slowenischer Fußballspieler.

## Karriere

### Verein
Skubic startete seine Profikarriere 2007 bei Interblock Ljubljana und spielte hier bis ins Jahr 2011. Während dieser Zeit wurde er 2008 für sechs Monate leihweise an NK Ivančna Gorica abgegeben, anschließend gewann er nach seiner Rückkehr 2009 den Slowenischen Pokal und dann wurde er 2010 erneut für eine halbe Spielzeit an NK Drava Ptuj verliehen. In der Sommertransferperiode 2011 wechselte Skubic ins Ausland und heuerte beim rumänischen Meister Oțelul Galați an. Dort bestritt er sogar eine Partie in der Gruppenphase der UEFA Champions League gegen Benfica Lissabon. Nach einer Saison kehrte er nach Slowenien zurück und wurde von NK Domžale verpflichtet. Zur Rückrunde der Spielzeit 2015/16 wechselte Skubic in die Türkei zum Süper-Lig-Verein Torku Konyaspor. Dort gewann er 2017 erst den nationalen Pokal und kurze Zeit später auch den Türkischen Supercup. Nach insgesamt 254 Pflichtspielen und 19 Treffern für die Türken beendete Skubic im Mai 2022 seine aktive Karriere.

### Nationalmannschaft
Skubic bestritt von 2008 bis 2009 sieben Partien für diverse Jugendauswahlen Sloweniens. Sein Debüt in der A-Nationalmannschaft gab er am 23. März 2016 bei einem 1:0-Testspielsieg gegen Mazedonien. Den einzigen Treffer erzielte er 2018 beim 1:1 gegen Zypern in der UEFA Nations League. Insgesamt bestritt Skubic 23 Länderspiele, das letzte davon auswärts am 7. September 2021 in der WM-Qualifikation gegen Kroatien (0:3).

## Erfolge
- Slowenischer Pokalsieger: 2008, 2009
- Türkischer Pokalsieger: 2017
- Türkischer Superpokalsieger: 2017